# Macabeu (raïm)
El macabeu és una varietat vinífera blanca originària de Catalunya. Són sinònims: alcallol i alcanou. A La Rioja es coneix com a viura i en francès és charas blanc. Etimològicament el nom «macabeu» prové dels personatges bíblics dels germans macabeus, però la relació no és gaire clara. És una varietat autòctona de Catalunya que avui es conrea, sobretot, al Penedès, el Camp de Tarragona, el Rosselló, la Plana d'Utiel, Mallorca i a l'Empordà, a més de La Rioja, Navarra i Califòrnia.

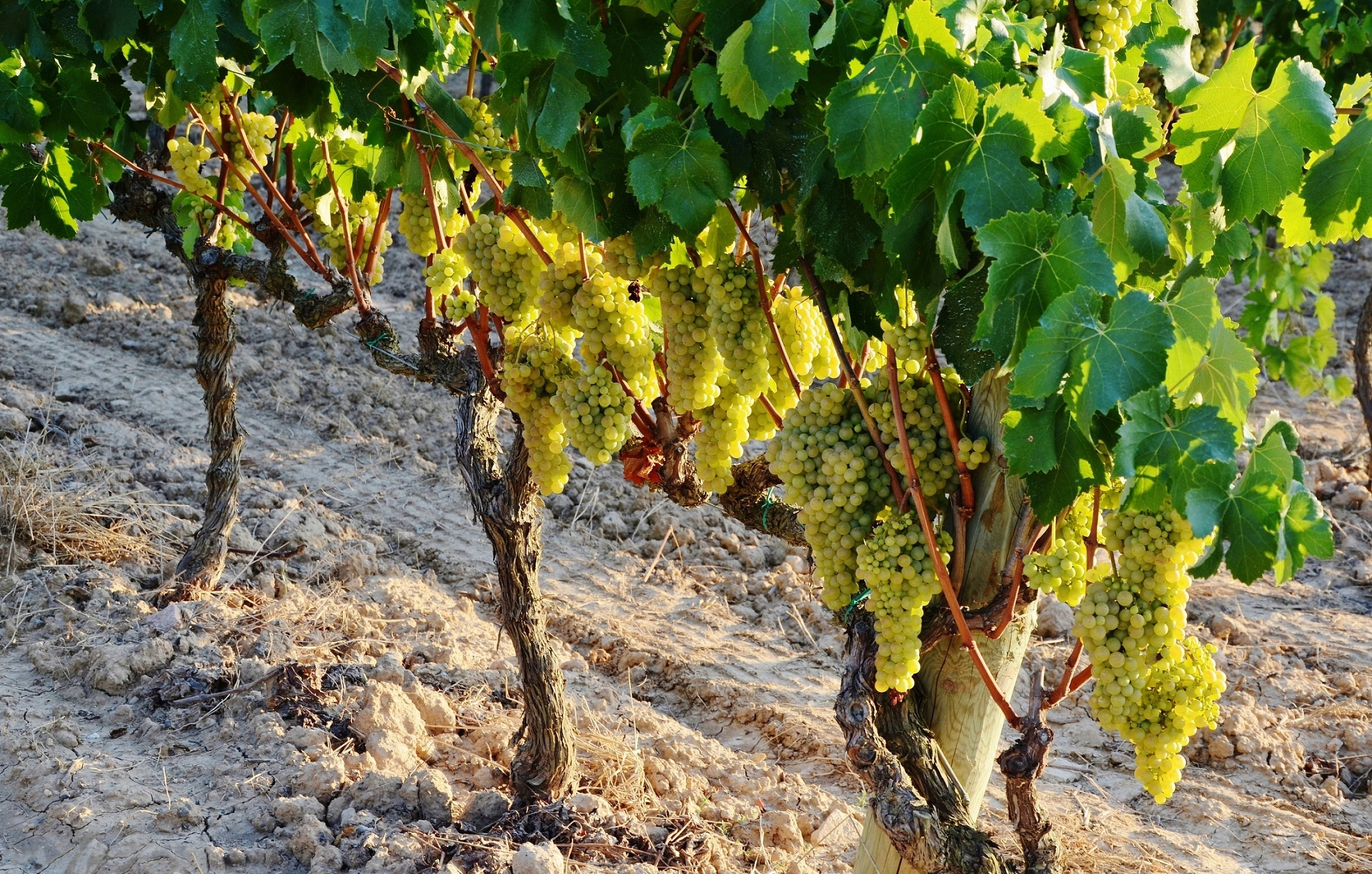
Ceps amb raïm macabeu a Subirats territori on es poden embotellar vins sota la DO Penedès.

El gotim de raïm macabeu és compacte i gran. El gra és rodó i gros, molt dolç, de color daurat tirant a blanc i pell molt fina. És de brotada lenta, resistent a les gelades i sequeres, però és sensible a les malures. L'època de brotada és entre mitjana-tardana i l'època de maduració és a l'agost (primerenca).
La primera menció sobre aquesta varietat data del voltant del segle xvi, i ràpidament sorgeixen referències a tots els territoris de la Corona Catalanoaragonesa.

## Vinificació
El vi elaborat amb raïm macabeu és perfumat, lleugerament afruitat, aromàtic, amb una acidesa mitjana i acidesa equilibrada, de color pàl·lid groc palla amb tons verdosos. Dona vins de graduació alcohòlica moderada amb aromes d'aranja i poma. Adquireix aromes de mel i fruits secs en envellir en roure. S'utilitza per elaborar vins secs de taula. Generalment s'embotella com a monovarietal, encara que també serveix de base, juntament amb la parellada i el xarel·lo, per al cupatge del cava. És també el raïm principal dels vins blancs de la DOC Rioja.
A més de la DO Cava, és una de les varietats principals pels vins blancs de les DO Alacant, DO Binissalem, DO Catalunya, DO Conca de Barberà, AOC Costers del Rosselló, DO Costers del Segre, DO Empordà-Costa Brava, AOC Maurí, DO Montsant, DO Penedès, DO Pla de Bages, DO Pla i Llevant, AOC Ribestaltes, DO Terra Alta, DO Utiel-Requena, DO València i DO Tarragona.